# Прохоровка (Оренбургская область)
Прохоровка — село в Шарлыкском районе Оренбургской области в составе Константиновского сельсовета.

## География
Находится на расстоянии примерно 18 километров на северо-восток по прямой от районного центра села Шарлык.

## Население
| 2010 |
| ---- |
| 4    |

Население составляло 14 человек в 2002 году (русские 93%), 4 человека по переписи 2010 года.

## Археология и палеография
На возвышенности у водораздела рек Салмыш и Сухая Дема близ села Прохоровка найдены четыре кургана раннесарматской (прохоровской) культуры, датируемые второй половиной IV — III веком до нашей эры. В прохоровском кургане 1 среди погребального инвентаря нашли две серебряных фиалы с краткими надписями на парфянском и хорезмийском языках, начертанными буквами арамейского письма. Надпись на фиале № 1 была про читана В. А. Лившицем как «5 каршей, 2 статера, 1 драхма», то есть около 454 грамм. Древнеперсидская надпись на фиале № 2 была прочтена академиком П. К. Коковцевым как «Ташти Атромитр», что означает в переводе «Чаша Атромитра». Прохоровская надпись № 2 выполнена в той же технике, что и хорезмийская надпись № 3 на серебряной фиале из погребения № 6 кургана № 3 Исаковского могильника-I саргатской культуры близ Исаковки (Омская область).